# Selléeis (Ladon)
Der in der Antike als Selléeis bekannte Fluss entspringt im Erymanthus-Gebirge auf der Halbinsel Peloponnes.
Er wird in der Ilias des Homer als „Selléentes“ genannt und mehrfach in der „Geographie“ des Strabon erwähnt. An dem Ufer des Flusses befand sich diesen Autoren zufolge die Stadt Ephyra, in der sich die von Herakles gesäuberten Ställe des Augias befunden haben sollen.
Der Selleeis wird allgemein mit dem bei Pausanias erwähnten Ladon gleichgesetzt, der vor den Toren der Stadt Pylos in den Peneios mündete. Dies ist insbesondere dann bedeutsam, wenn man die Lage jener viel diskutierten Stadt Pylos in der Landschaft Elis geographisch richtig bestimmen will.